# Söderhamns garnison
Söderhamns garnison var en garnison inom svenska Försvarsmakten som verkade i olika former åren 1689–1998 i Söderhamn.

## Historik

### Sandarne
Genom riksdagen beslutades att flottiljen skulle förläggas till småorten Sandarne drygt 10 km söder om Söderhamn. Flottiljområdet uppfördes mellan 1942 och 1945 efter 1940 års militära byggnadsutrednings typritningar. Något som medförde att flottiljen i stort sett fick likadana byggnader som tillkom vid andra flottiljer under samma tid. Genom flottiljens geografiska läge kom den att beröra Marma–Sandarne Järnväg (MaSJ). Järnvägen kom därför att behöva dras om söderut, för att undvika korsning med en av de blivande rullbanorna. Vilket innebar att den 8,9 kilometer långa järnvägslinjen kom att bli 1,1 kilometer längre. Det nya huvudspåret blev precis 10 kilometer långt. Flottiljens stab inrättades inledningsvis provisoriskt i en trerumslägenhet på Trädgårdsgatan 4 i Söderhamn. Även förläggningar, utspisnings- och utbildningslokaler inrättades i inhyrda lägenheter runt omkring i staden. Enligt planerna skulle all byggnation på flottiljområdet ha varit klar den 1 juli 1945. Bakgrunden till att verksamheten inte kunde bedrivas på flottiljområdet berodde på att det bara delvis var färdigställt. Vilket hade fördröjts på grund av metallstrejken 1945. Men även på grund av på brist av byggnadsmaterial, men även att män som arbetade som byggnadsarbetare kallats in till militärtjänstgöring. Allt eftersom byggnader färdigställde på flottiljen, flyttade avdelningarna in. År 1948 var rullbanorna vid flottiljen färdigställda. 
I slutet av 1950-talet ansåg Flygvapnet att rullbanorna var i behov att förlängas, eftersom de nya jetplanen behövde längre rullbanor. Vilket än en gång påverkade Marma–Sandarne Järnväg och ett behov med att dra om stärkningen, dock fanns det inget ledigt utrymme till att dra om järnvägen. Lösningen blev istället att järnvägen fick ligga kvar på sin nuvarande sträcka och korsa rullbanan i plan. För att gå med på detta krävde bolaget att järnvägen skulle ha förkörsrätt, och det var bara i ett nödläge som man fick stoppa tågen. Flygvapnet accepterade detta och så kom det sig då att flygledarna i flygledartornet hade en kontrollpanel, där de kunde reglera ljussignalerna både för tågen och flygplanen. När ett tåg närmade sig ringde en klocka i tornet och flygledarna tände då stoppljusen på rullbanorna och beordrade eventuella flygplan och gå i "väntläge". Sedan ställdes det till "kör" för tåget. Normalt var det cirka 10 tåg per dag som passerade och inga missöden inträffade under de år som detta var i bruk åren 1963–1980. I samband med att flottiljen tillfördes AJ 37 Viggen, påbörjades en stor ombyggnation av flottiljen. År 1983 öppnades flygplatsen för reguljär civiltrafik och en civil passagerarterminal byggdes. Inför att flottiljen skulle tillföras Helikopter 10 anlades 1990 en ny platta och drivmedelsanläggning för helikopter.
I försvarsbeslutet angavs det att flygverksamheten vid Hälsinge flygflottilj skulle upphört senast den 30 juni 1997, därmed upplöstes flygflottiljens flygdivisioner, samt verksamhet som skulle vara kvar överfördes organisatoriskt till andra flygflottiljer under sommaren 1997.
Vid flygflottiljen fanns en flygräddningsgruppen som blev kvar fram till 1997. På grund av det avvecklingsbeslutet som gällde för flygflottiljen överfördes flygräddningsgruppen med ytbärgare organisatoriskt  till Jämtlands flygflottilj. Beredskapen hade dock Flygräddningsgruppen i Sundsvall, där Försvarsmakten fick bygga upp ny infrastruktur, fastän bland annat en hangar avsedd för Helikopter 10 och nya drivmedelstankar fanns i Söderhamn. Men då flottiljen skulle avvecklas, så skulle heller ingen militär verksamhet finnas kvar där.
Efter att flygflottiljen avvecklades enligt försvarsbeslutet kom delar av flottiljområdet övertogs förvaltningen av flottiljområdet en kort tid av Upplands flygflottilj. År 2000 hade flygplatsen utgått ur Försvarsmaktens organisation och Fortifikationsverket sålde flygplatsen till Söderhamns kommun.

### Mohed
Mohed är en mötesplats och lägerplats som ligger i tätorten Mohed i västra delarna av Söderhamns kommun. Redan under 1500-talet exercerades i Mo och 1689 inrättades Mohed, beläget vid Florsjön, 3,5 km norr om Bergviks station, som fast mötesplats för Hälsinge regemente. Regementet avflyttade 1908 till Gävle garnison och 1911 överlämnade därefter byggnader på den lägerplatsen till länet, vilka lät bygga om dessa till ett 1914 öppnat tuberkulossanatorium. I samband med regementets utflyttning restes en minnessten med inskriften "Mohed, Hälsinge regementes mötesplats 1689–1908".

## Minnesstenar och minnesmärken
| Bild | Minnessten                                             | Koordinater                                                      | Kort beskrivning |
| ---- | ------------------------------------------------------ | ---------------------------------------------------------------- | --- |
|      | Minnessten över Hälsinge flygflottilj                  | 61°16′21″N 17°05′17″Ö / 61.27242022417078°N 17.088125444511398°Ö | Minnesstenen över Hälsinge flygflottilj, rest i samband med avvecklingen av flygflottiljen. |
|      | Gate guard över Hälsinge flygflottilj vid E4           | 61°17′45″N 17°01′23″Ö / 61.29591679988987°N 17.023092212657023°Ö | AJ 37 Viggen (37031) som gate guard vid E4:an. |
|      | Minnessten över Hälsinge flygflottilj                  | 61°16′14″N 17°05′18″Ö / 61.27043060890658°N 17.088377934597208°Ö | Minnessten med en propeller över 1:a divisionen (Olle Röd) vid Hälsinge flygflottilj. Minnesstenen är placerad utanför F 15 Flygmuseum i Söderhamn. Stenen har texten "1 Div, 2 maj 1947". |
|      | Minnessten över Hälsinge regementes verksamhet i Mohed | 61°17′28″N 16°49′59″Ö / 61.29109098796238°N 16.833033181701623°Ö | Minnesmärket är en sten i grå granit, tre meter hög, 0,8 meter bred i topp och en meter tjock. Placerad på en kvadratisk sockel och inhägnad med kedja på stenstolpar. Rest år 1908 av Hälsinge regemente Text: MOHED KUNGL HÄLSINGE REGEMENTES MÖTESPLATS 1689 – 1908 REGEMENTET RESTE STENEN DEN 23/8 1908. |